# Mick Collins
Mick Collins (1938 - 9 april 2015) was een Brits jazztrompettist en bigbandleider.
Collins speelde in de jaren zestig en zeventig bij Mike Westbrook en in de groepen Brotherhood of Breath en Centipede, alsook met de Midnite Follies. In de jaren zeventig had hij tevens eigen groepen, onder anderen met Stan Sulzmann, Alan Barnes, Guy Barker, Mark Nightingale, Nick Weldon, Chris Laurence en Bryan Spring. Met zijn zestien musici tellende bigband trad hij meer dan veertig jaar regelmatig op in het H.G. Wells Centre in Bromley.
De trompettist moet niet verward worden met de gelijknamige Canadese kornettist.